# Carex tenuispicula
Carex tenuispicula là một loài thực vật có hoa trong họ Cói. Loài này được Tang ex S.Y.Liang mô tả khoa học đầu tiên năm 1996.